# Necrólisis epidérmica tóxica
La necrólisis epidérmica tóxica (NET) es una enfermedad cutánea grave caracterizada por la aparición de flictena y lesiones exfoliativas de la piel, por lo general provocada por la reacción a un medicamento, frecuentemente antibióticos o anticonvulsivos. La necrólisis epidérmica tóxica comparte aspectos causales, patogenéticos, histológicos y terapéuticos con el síndrome de Stevens-Johnson y está considerada una enfermedad distinta del eritema multiforme. Tiene una mortalidad del 30 % aproximadamente. También se denominaba (aunque no es el nombre recomendado actualmente) síndrome de Lyell en honor del dermatólogo escocés Alan Lyell, primero en describir el síndrome en 1956.

## Patogenia
La patogenia de la NET no es del todo conocida, aunque se sabe que intervienen reacciones inmunitarias y un mecanismo final de muerte celular masiva de los queratinocitos en la piel. Es causada principalmente por la administración de cefalosporinas, siendo su principal efecto adverso. Una teoría sostiene que un metabolismo de fármacos alterado (por ejemplo, insuficiencia para eliminar metabolitos reactivos) en algunos pacientes desencadena una reacción mediada por células T a los antígenos de reacción citotóxica de drogas en los queratinocitos. Linfocitos T CD8 + se han identificado como mediadores importantes de la formación de ampollas.

## Etiología
Las drogas precipitan un 50 % de los casos de SJS y hasta el 95 % de cada diez casos. Las causas más comunes son las siguientes sustancias:
- Sulfamidas Trimetoprim-sulfametoxazol, sulfasalazina[5] implícitos
- Otros antibióticos
  - Aminopenicilinas, por lo general ampicilina, amoxicilina.[5]
  - Fluoroquinolonas.[5]
  - Cefalosporinas.[5]
- Antiepilépticos (por ejemplo, fenitoína, carbamazepina, fenobarbital, valproato, lamotrigina)[5]
- Otros medicamentos en forma individual, como piroxicam, alopurinol, clormezanona, etc.[5]

Los casos que no son causadas por medicamentos se atribuyen a:
- Infección (sobre todo con Mycoplasma pneumoniae)[5]
- Vacunación[5]
- Enfermedad injerto contra huésped[5]

En raras ocasiones, la causa no puede ser identificada.

## Cuadro clínico
La necrólisis epidérmica tóxica suele comenzar con la aparición súbita de máculas rojizas o púrpuras generalizadas, de forma irregular—por lo general precedida de un pródromo catarral, de fiebre de 39°-40°—con la formación subsecuente de ampollas que se extienden en parte o en toda la extensión de las máculas. Las ampollas se vuelven más confluentes y acaban con el desprendimiento de la epidermis y erosiones en más del 30% de la superficie corporal. Las superficies mucosas, como la boca y los genitales, suelen estar también afectadas.

## Tratamiento
El tratamiento consiste en la retirada del agente causal (medicamentos potencialmente causantes deben detenerse inmediatamente) y medidas de apoyo, evitando la administración de corticosteroides. Se han tratado las  NET con ciclosporina y hay algunas experiencias con  plasmaféresis o inmunoglobulina IV (IVIG)

### Ambiente
El tratamiento es más exitoso cuando el Síndrome de Stevens-Johnson (SJS) o NET se diagnostica temprano y es tratado en un ambiente dermatológico o UCI para pacientes hospitalizados. Si la enfermedad es severa, requiere tratamiento en una unidad de quemados. Los pacientes deben estar aislados para minimizar la exposición a la infección y deben administrarse líquidos, electrolitos, productos de la sangre y suplementos nutricionales, según sea necesario.

### Oftalmología
Consulta oftalmológica y atención especializada del ojo son obligatorios para los pacientes con afectación ocular.

### Cuidado de la piel
Este incluye el tratamiento oportuno de las infecciones bacterianas secundarias y cuidado de la herida a diario como para las quemaduras graves. Los antibióticos sistémicos profilácticos son controvertidos, y a menudo deben evitarse. Pueden colocarse implantes de placenta humana en los sitios de pérdida de piel.

### Tratamiento farmacológico

#### Inmunosupresores
Este tratamiento de la STS y TEN es controvertido. El uso de ciclosporina  inhibe las células CD8 y se ha demostrado que disminuye la duración de la enfermedad activa en fosa tres días en algunos casos y, posiblemente, disminuye la mortalidad.

#### Corticoides
El uso de corticosteroides sistémicos ha sido motivo de controversia, y muchos expertos creen que aumentan la mortalidad a causa del aumento de las tasas de infección y el riesgo de enmascarar sepsis. Sin embargo, algunos informes han mostrado mejores resultados oculares con el tratamiento con pulsos de corticosteroides en forma temprana.

#### Plasmaféresis
El intercambio de plasma puede eliminar los metabolitos o anticuerpos reactivos a medicamentos y puede entrar en consideración. Al principio altas dosis de IVIG 2,7 g / kg durante 3 días bloquean los anticuerpos y ligandos Fas. Sin embargo, a pesar de que se han constatado algunos resultados iniciales notables utilizando altas dosis de IVIG de la RTE, más ensayos clínicos que involucran pequeñas cohortes han reportado resultados contradictorios, y un análisis retrospectivo no ha sugerido ninguna mejoría o incluso superior a la mortalidad esperada.

## Pronóstico
La Necrólisis epidérmica terminal (NET) grave es similar a las quemaduras extensas; los pacientes están gravemente enfermos, incapacitados para comer o abrir los ojos, y sufren pérdidas masivas de líquidos y electrolitos. Ellos están en alto riesgo de infección, falla multiorgánica y muerte. Con el tratamiento temprano, las tasas de supervivencia se aproximan al 90%. La puntuación de la gravedad de la enfermedad, escala SCORTEN da 5 factores de riesgo independientes dentro de las primeras 24 horas de la llegada al hospital para determinar la tasa de mortalidad para un pacientes en particular.

### SCORTEN
Puntuación Severidad de Enfermedad de necrólisis epidérmica tóxica (SCORTEN o SCORe of Toxic Epidermal Necrosis en inglés )

| Factor de riesgo                            | 0         | 1         |
| ------------------------------------------- | --------- | --------- |
| Edad                                        | < 40 años | > 40 años |
| Malignidad asociada                         | No        | Sí        |
| La frecuencia cardíaca (latidos / min)      | < 120     | > 120     |
| Suero BUN (mg / dl)                         | < 28      | > 28      |
| Superficie corporal individual o en peligro | < 10%     | > 10%     |
| Bicarbonato sérico (mEq / L)                | > 20      | < 20      |
| Glucosa sérica (mg / dL)                    | < 252     | > 252     |

La suma de los factores da un intervalo de confianza (IC) pronóstico
- 0-1 = 3,2% (IC: 0,1 a 16,7)
- 2 = 12,1% (IC: 5,4 a 22,5)
- 3 = 35,3% (IC: 19,8-53,5)
- 4 = 58,3% (IC: 36,6-77,9)
- ≥ 5 = > 90% (IC: 55,5-99,8)

Fuente

## Secuelas
Las secuelas oculares son las más comunes y afectan a cerca del 35% de los pacientes: ausencia de mucina en lágrimas, pérdida de pestañas, metaplasia escamosa, cicatrices corneales, sinequias palpebrales y conjuntivales, queratitis, fotofobia persistente, ardor ocular, simblefaron, triquiasis, opacidades de córnea y ceguera.Las cicatrices dérmicas son frecuentes y deben recibir atención cosmética especialmente en el caso de mujeres.
Los pacientes generalmente quedan con estrés postraumático, el que debe ser manejado apropiadamente.
Costras dolorosas, erosiones orales y, queratoconjuntivitis y problemas genitales (por ejemplo, uretritis, fimosis, sinequia vaginal) acompañan al mudar hasta en el 90% de los casos la piel. El epitelio bronquial también puede desprenderse, causando tos, disnea, neumonía, edema pulmonar e hipoxemia. Glomerulonefritis y hepatitis pueden desarrollarse.